# Mont Blanc
De Mont Blanc (Frans voor "witte berg", Italiaans: Monte Bianco) is de hoogste top van de Alpen, in het naar hem genoemde Mont Blancmassief. Het is tevens de hoogste berg in Europa buiten de Kaukasus. De Mont Blanc is 4.807,81 meter hoog (september 2021), inclusief de sneeuw op de top. Zonder die sneeuw werd in 2004 een hoogte van 4.792 meter bepaald. Die hoogte was in 2021 gelijk gebleven. In 2013 werd een hoogte vastgesteld van 4.810 meter en 2 centimeter. Die is nog terug te vinden in oudere naslagwerken.
De top ligt op de grens tussen Frankrijk en Italië. Cartografen uit Frankrijk en Zwitserland plaatsen het terreingedeelte rond de top in Frankrijk. Deze opvatting is omstreden: de Italianen beweren dat dit op een fout van een Franse cartograaf in 1865 berust en dat de grens precies over de top loopt.

## Geschiedenis

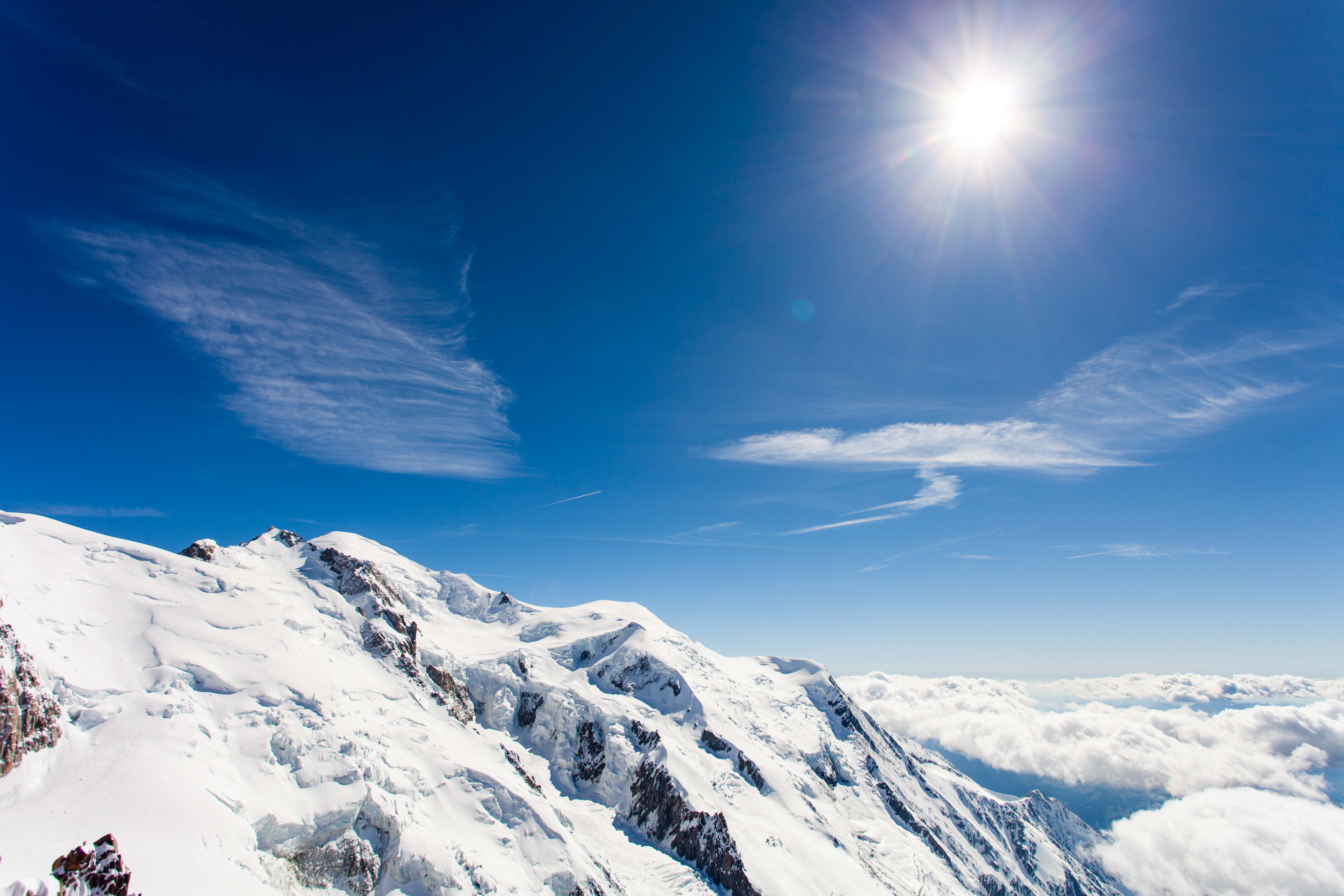
Uitzicht over de Mont Blanc vanaf de Aiguille du Midi.

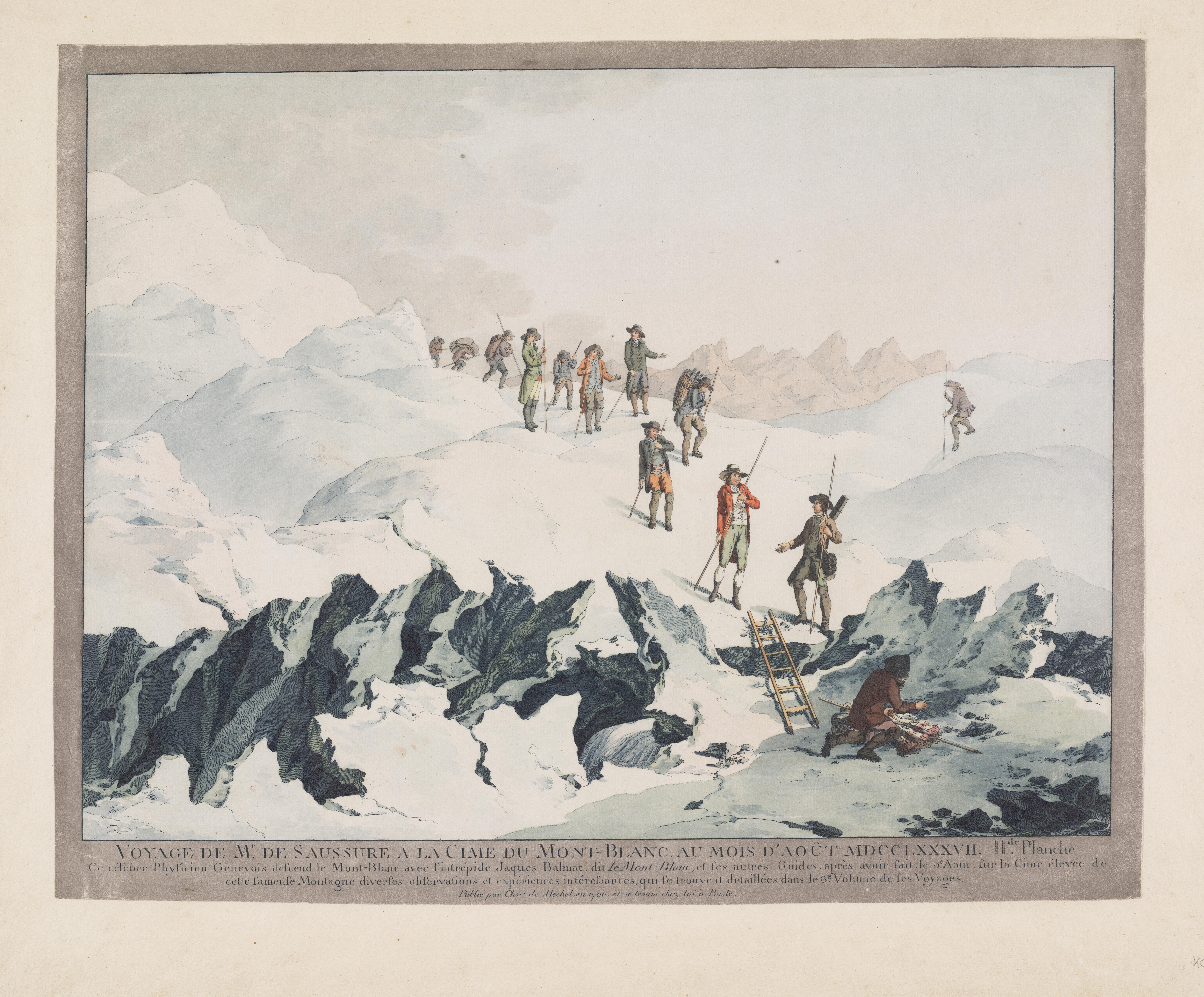
Afdaling van de Mont Blanc in 1787 door H.B. de Saussure. Kopergravure door Christian von Mechel.

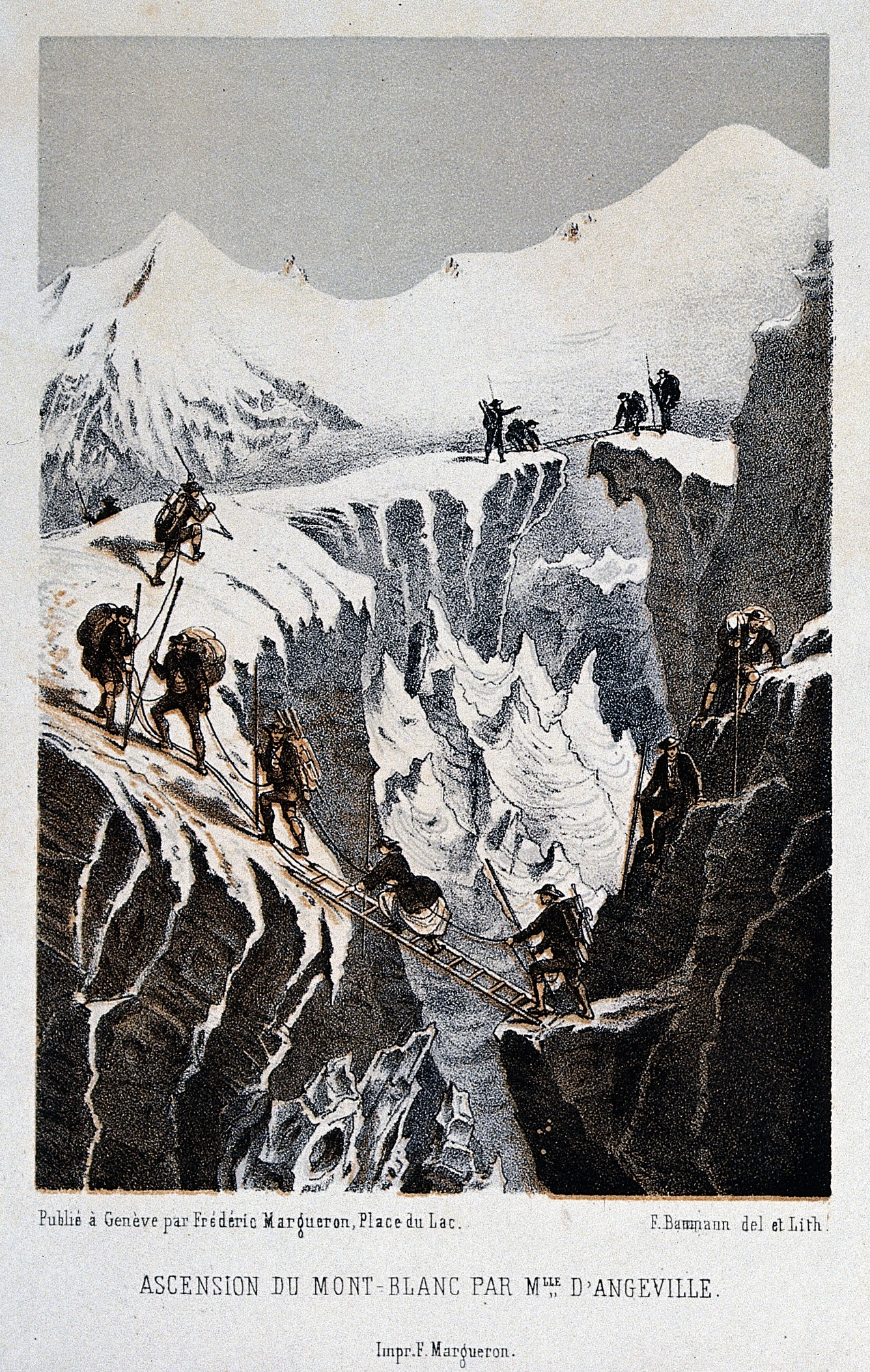
Henriette d'Angeville tijdens haar beklimming van de Mont Blanc

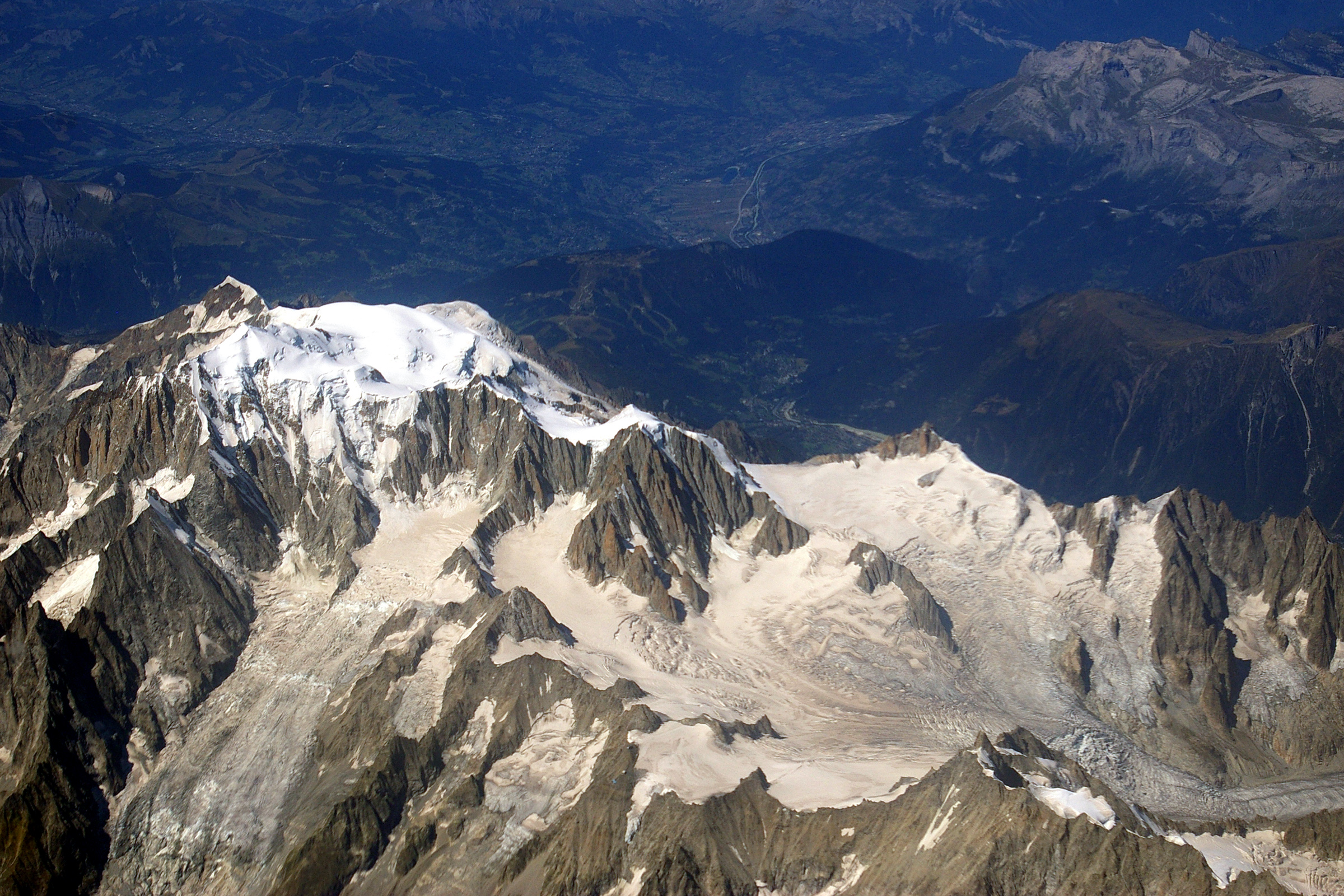
De zuidkant van de Mont Blanc

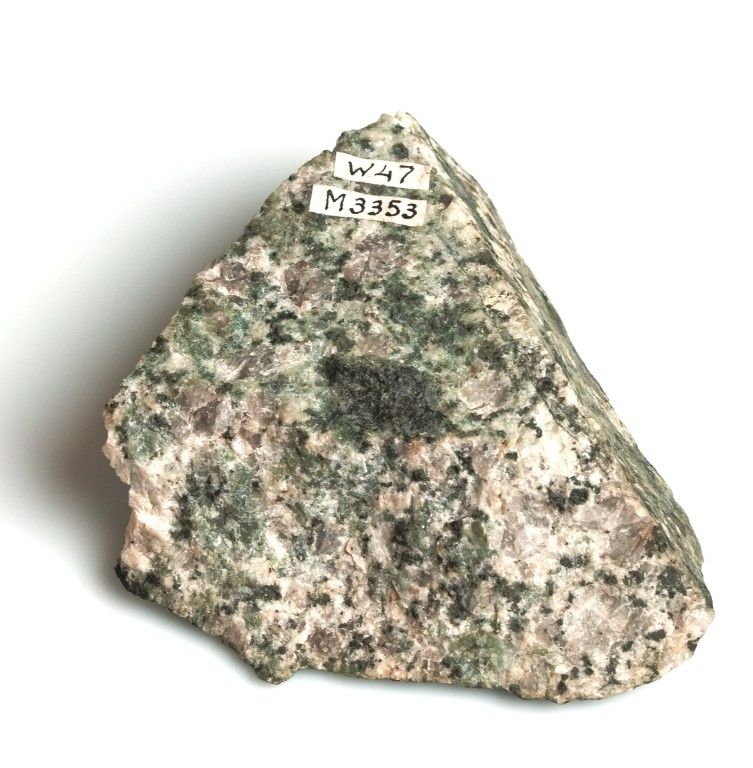
Het "topje" van de Mont Blanc. In 1787 door H.B. de Saussure afgehakt. In 1802 aangekocht door Martinus van Marum voor Teylers Museum

In de 18e eeuw groeide tijdens de Verlichting in Europa de belangstelling voor de schoonheid en de uitdagingen van het hooggebergte. Steeds meer werd er getwijfeld aan de waarheid van allerlei volksverhalen en bijgeloof, zoals dat er rond de hoge toppen kwade geesten zouden huizen, die zich niet ongestraft lieten verstoren. De Mont Blanc had lange tijd de naam Mont Maudit(e) ofwel de vervloekte of verdoemde berg.
In augustus 1742 gaf Pierre Martel de berg zijn huidige naam. Het duurde echter nog twintig jaren voordat het denkbeeld ingang vond dat de berg ook beklommen zou kunnen worden. In 1760 bezocht de toen 20-jarige Geneefse onderzoeker Horace-Bénédict de Saussure Chamonix (toen nog als Chamouny geschreven) en hij loofde een geldelijke beloning uit voor wie de berg tot de top zou beklimmen. Het duurde echter 15 jaar voordat de eerste poging zou worden gewaagd.
Op 13 juli 1775 deden Michel en François Paccard, Victor Tissay en Jean Nicholas Carteran de eerste poging, maar de gletsjers bleken een onoverkomelijke hindernis. Op 2 september 1775 waagden enkele inwoners van Chamonix, onder wie ook weer Michel Paccard, toen nog student, een tweede poging die eveneens faalde. Op 12 juli 1783 ondernamen diezelfde Paccard, inmiddels dokter, en de gemzenjager Marie Coutet de derde, eveneens vergeefse poging. Later die zomer slaagden de drie gebroeders Coutet erin tot op een hoogte van 3030 meter te komen, voordat ook zij genoodzaakt waren rechtsomkeert te maken. Op 15 september 1783 deden Paccard en Marc Theodore Bourrit een nieuwe poging, maar ze werden door sneeuwstormen teruggedreven. Op 16 september 1784 moesten de jagers Couttet en Goudet ook opgeven, maar wel hadden zij een hoogte van 4000 m bereikt.

## Eerste succesvolle beklimming
De top van de Mont Blanc werd voor het eerst bereikt op 8 augustus 1786 door twee inwoners van Chamonix: Jacques Balmat en de eerder genoemde dr. Michel Paccard. Zij sleepten zo de prijs in de wacht die Horace-Bénédict de Saussure in 1760 had uitgeloofd. In 1936 schreef de Nederlandse auteur A. den Doolaard (pseud. C. Spoelstra) hierover, ter gelegenheid van de 150-jarige herdenking, de historische roman De groote verwildering. In Chamonix-Mont-Blanc staat een standbeeld van De Saussure en Balmat en, even verderop, een standbeeld van Paccard. In het jaar 1986 was de bicentennaire van de eerste beklimming aanleiding voor grootse herdenkingsfestiviteiten op en rond de berg.
De Saussure zou zelf in 1787 de top bereiken, om daar metingen uit te voeren. Het hoogste stukje ijsvrije steen dat hij bij zijn beklimming afhakte, het zogeheten "topje van de Mont Blanc", is in 1802 aangekocht door Teylers Museum in Haarlem en daar nog steeds te bezichtigen.
Op 14 juli 1808 bereikte Marie Paradis als eerste vrouw de top van de Mont Blanc. Ze werd min of meer omhoog gedragen en getrokken door haar gidsen. Op 3 september 1838 was de Frans-Zwitserse alpiniste Henriette d'Angeville (1794-1871) de tweede vrouw die de top van de Mont Blanc bereikte.
In de 19e eeuw werd op de top een hutje gebouwd, het Observatoire Janssen, dat echter in de sneeuw wegzakte en volledig verdween.

## Klimroute
De meest gebruikte route, de Goûterroute, is geklasseerd als peu difficile en vertrekt vanaf Les Houches, Nid d'Aigle, Cabane de Tête Rousse, de refuge du Goûter naar de top. Deze route is later op de dag wel gevaarlijk bij het oversteken van de Grand Couloir wegens vallend gesteente. Elk seizoen vallen hier doden. Het laatste stuk is nog 1000 hoogtemeters klimmen via de Dôme du Goûter en de Arête des Bosses. Omkeren kan nog bij de noodhut, de refuge Vallot. Het succes is afhankelijk van een gedegen conditionele voorbereiding, mooi weer (geen wind op de topgraat), een goede uitrusting, veel ervaring en begeleiding door berggidsen. In noodgevallen kan bij slecht weer een afdaling worden overwogen via de oude standaardroute, over de (spletenrijke) Bossons-gletsjer.
Sinds de zomer van 2019 geldt op de Goûterroute een vergunningenstelsel.
In de winter is toerskiën dé manier om op de top te komen.

## De hoogste berg van Europa?
De vraag of de Mont Blanc de hoogste berg van Europa en daarmee een van de zeven toppen is, hangt af van de definitie van de grens tussen Europa en Azië, die niet eenduidig gedefinieerd is. Verschillende geografen hanteren de Koema-Manytsjlaagte als grens, volgens welke definitie de Kaukasus deel zou uitmaken van Azië, terwijl door anderen de toppen van de Kaukasus als grens gezien worden. Bij veel alpinisten wordt de hoogste top van de Kaukasus, de Elbroes, gezien als hoogste berg van Europa.
In ieder geval is de Mont Blanc de hoogste berg van West-Europa.

## Varia
Ten behoeve van kartering werd het massief in 1919 uitgebreid en gedetailleerd vanuit de lucht gefotografeerd door de Zwitserse piloot, avonturier en fotograaf Walter Mittelholzer. Deze opnamen zouden 100 jaar later worden gebruikt als vergelijkingsmateriaal voor het vaststellen van het terugtrekken van de gletsjers in het massief in verband met de gestelde opwarming van de Aarde.